# Centro della comunicazione audiovisiva Collezione Oreste Coni

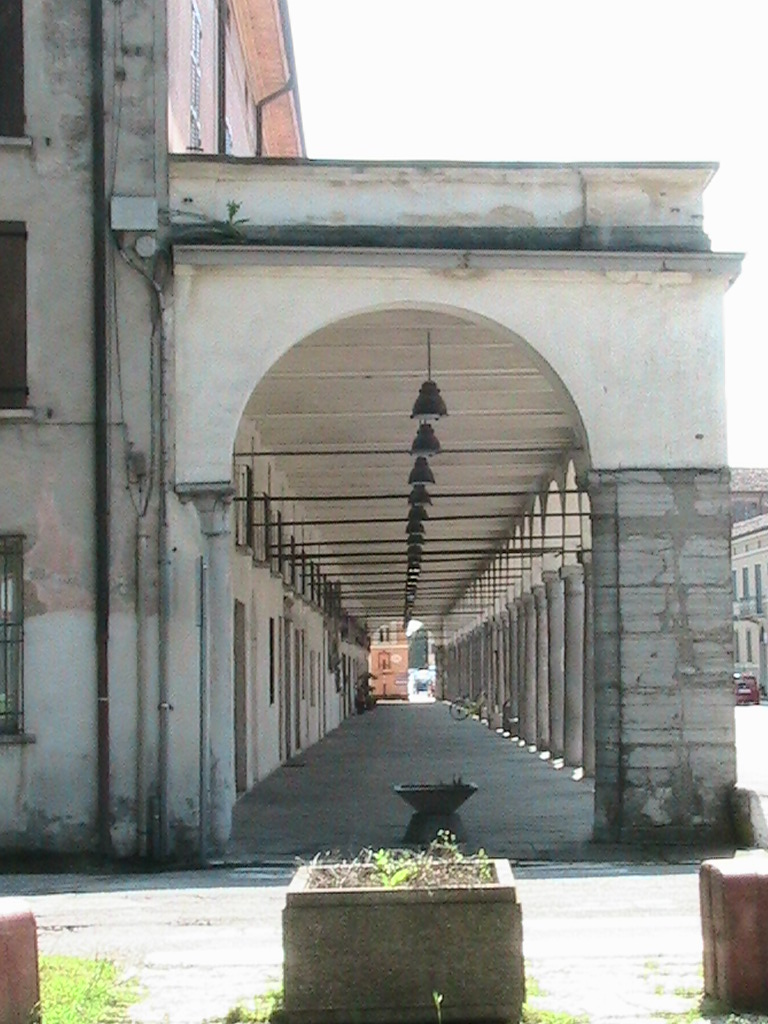
Portici gonzagheschi di Gazzuolo dove si trova il museo

Il Centro della comunicazione audiovisiva Collezione Oreste Coni è un museo di Gazzuolo, in Provincia di Mantova.

## Storia
La collezione di Oreste Coni venne donata al Comune di Gazzuolo e comprende apparecchi di proiezione e fotografici, dagli anni venti a oggi.

## Collezione
Consta di due sezioni:
- Nella prima sono presenti apparecchiature di ripresa ed un percorso esplicativo con cenni storici sulla nascita della fotografia e della cinematografia;
- nella seconda si trovano apparecchiature per la proiezione ed il laboratorio.